# Worthington Presbyterian Church
Koordinaten: 40° 5′ 22″ N, 83° 1′ 8″ W

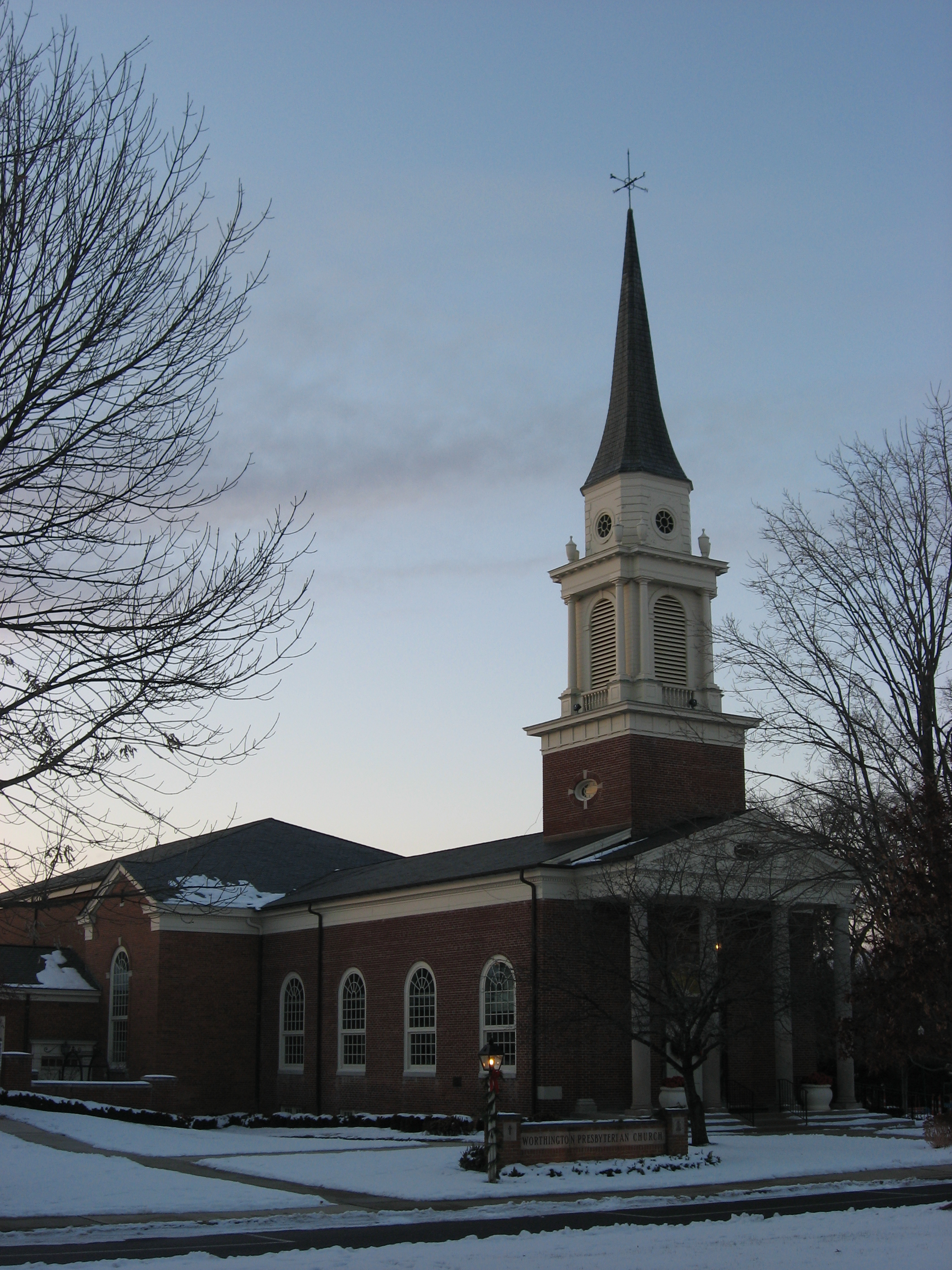
Die Worthington Presbyterian Church

Die Worthington Presbyterian Church ist eine historische Kirche in Worthington, Ohio, Vereinigte Staaten. Die 1805 gegründete Kirchengemeinde besteht aus 1.900 Mitgliedern.

## Geschichte
Unter dem Namen Worthington United Presbyterian Church wurde die Kirche am 17. April 1980 in den National Register of Historic Places (dt. Nationales Verzeichnis historischer Stätten) eingetragen.
Das Gebäude wurde 1930 von den Architekten Orr und Martin Martin erbaut.